# 龙溪乡 (资兴市)
龙溪乡，是中华人民共和国湖南省郴州市资兴市下辖的一个乡镇级行政单位。

## 行政区划
龙溪乡下辖以下地区：
龙溪社区、下洞村、秋木村、中洞村、水头村、中塘村、兜坪村、源坑村和太玉村。